# Peter Paul von Maffei

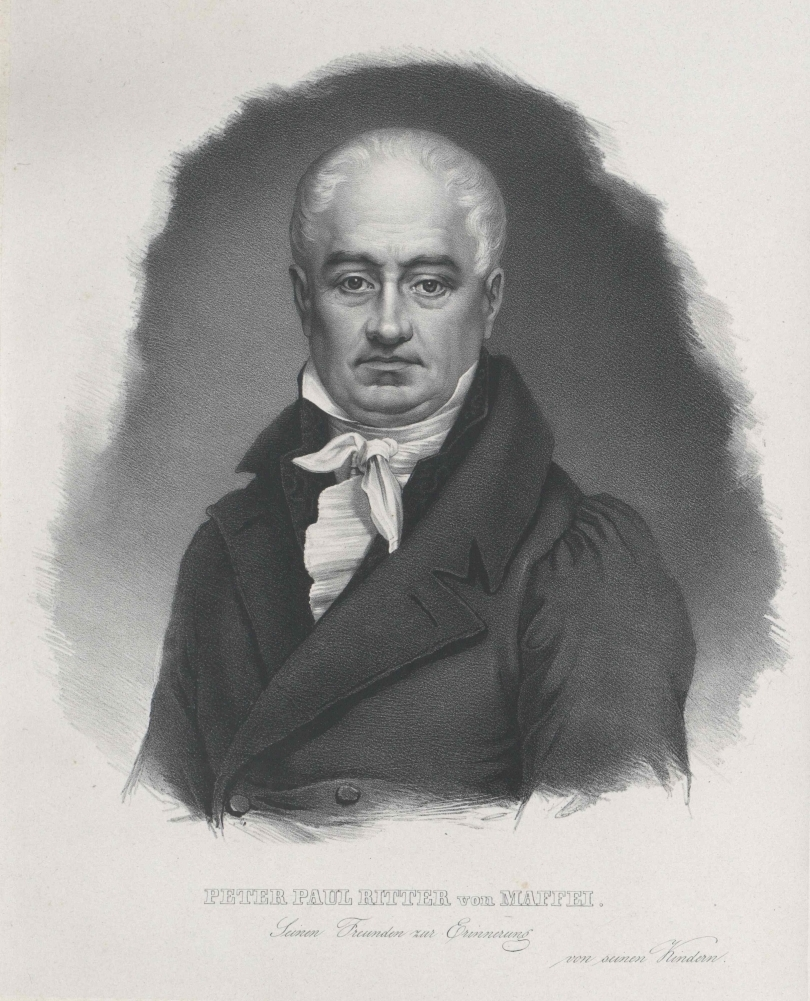
Peter Paul Terentinus Ritter und Edler von Maffei

Peter Paul Terentius Ritter und Edler von Maffei (* 11. August 1754 in Trient; † 16. November 1836 in München) war ein bayerischer Bankier, Großhändler und Tabakwarenfabrikant italienischer Herkunft. Er war der Vater des Industriellen Joseph Anton von Maffei.
Das von Peter Paul Maffei im Jahr 1802 gegründete Bankhaus Maffei & Co. war eine Privatbank und wurde über 100 Jahre lang ausschließlich von Mitgliedern der Familie geführt.

## Biographie
Er entstammte einem Veroneser Unternehmergeschlecht. Geboren als Pietro Paolo Maffei in Trient, kam er 1770 als 16-Jähriger nach München, um in der Schnupftabakfabrik des Ratsherrn Andreas Mayr als Lehrling zu arbeiten. Als dieser verstarb, übernahm er die Fabrik, heiratete dessen Tochter Walburga Mayr und erwarb so das Bürgerrecht. Dank seiner kaufmännischen Fähigkeiten konnte er sein Vermögen bis zu seinem Tod auf 2,7 Millionen Gulden steigern. 1802 gründete er das Bankhaus Maffei & Co., welches 2004 mit Delbrück-Bethmann fusionierte und zur Delbrück-Bethmann-Maffei wurde. Seit 2011 nennt sich die Bank nur noch Bethmann Bank. 1808 war ein ereignisreiches Jahr für Maffei, so wurde die Familie in den bayerischen Adel immatrikuliert, er heiratete ein zweites Mal, nachdem seine erste Ehefrau Walburga 1803 gestorben war und er zog mit seiner Bank in das Palais Seinsheim am Promenadeplatz um, welches von nun an Maffeipalais hieß. Das Gebäude fiel den Zerstörungen im Zweiten Weltkrieg zum Opfer. Die Tabakfabrik im Lehel übernahm im Jahre 1816 sein Sohn Joseph Anton. 1836 starb Maffei im Alter von 82 Jahren in München.

## Grabstätte
Das Grabmal von Peter Paul von Maffei befindet sich auf dem Alten Südlichen Friedhof in München (Alte Arkaden Platz 36, Gräberfeld 23). Das ursprüngliche, von Friedrich von Gärtner errichtete Grabmal wurde im Zweiten Weltkrieg zerstört. Es wurde durch zwei Bronzeplatten ersetzt.